# Роберт де Уффорд (юстициарий Ирландии)
Роберт де Уффорд (Аффорд) (англ. Robert de Ufford; до 1235 — сентябрь 1298) — английский рыцарь, юстициарий Ирландии в 1268—1270 и 1276—1281 годах, родоначальник английского рода Уффордов, двое представителей которого в XIV веке носили титул графа Саффолка.
На протяжении своей карьеры Роберт пользовался благосклонностью английского короля Эдуарда I, на службе у которого он оказался ещё в 1257 году. Он дважды назначался юстициарием Ирландии, показав себя достаточно эффективным наместником английских владений на острове. Все или почти все организованные им военные кампании оказались удачными. Одновременно Роберт проводил достаточно агрессивную государственную политику в отношении свобод частично автономных владений, находящихся за пределами обычной юрисдикции центральной администрации в Дублине.

## Биография
Роберт происходил из поселения Аффорд в Саффолке, в честь которого и получил своё родовое прозвание. Он родился не позже 1235 года. К моменту своей смерти Роберт владел Аффордом в качестве арендатора епископа Или и графа Норфолка. Эти владения он, вероятно, унаследовал от отца не позже 1246 года, однако имя его родителей неизвестно. Т. Ф. Тот считал Роберта младшим сыном саффолкского землевладельца Джона де Пейтона.
В 1257 году Роберт поступил на службу к английскому принцу Эдуарду (будущему королю Эдуарду I). Вместе с ним он принимал участие в военном походе в Уэльс. В июле 1261 года Роберт сопровождал принца в Гасконь; а в 1264 году — в Булонь. 
По просьбе принца Эдуарда его отец, король Генрих III, в 1261 году списал с Уффорда часть долгов, которые Роберт имел у евреев. В поздних источниках указывается, что незадолго до своего убийства в 1271 году Генрих Алеманский назначил Роберту пожизненную ежегодную ренту в 50 фунтов, которая должна была ему выплачиваться из доходов от баронии Тикхилл, которую Уффорд в 1280 году обменял Эдуарду I на опеку над замком Орфорд и одноимённым городом в Саффолке. На основании этого историк П. Бранд делает вывод, что в 1260-е годы Роберт поступил на службу к Генриху Алеманскому.
В 1268 году бывший покровитель Роберта, принц Эдуард, назначил его юстициарием Ирландии. Эту должность он занимал до 1270 года. В этот период в Ирландии был принят закон об единых мерах и весах. Кроме того, к этому периоду относятся спор между архиепископом Дублина Фульком де Сандфордом с гражданами Дублина по поводу юрисдикции церковных властей и беспорядки в Коннахте. Когда в 1269 году наступил мир, Роберт начал возводить в Роскоммоне фундамент нового замка.
В 1270 году Роберт покинул Ирландию и принял крест. Вероятно, что он сопровождал принца Эдуарда в крестовый поход. После возвращения в Англию ставший после смерти отца королём Эдуард I назначал Роберта на разные административные должности. В 1274 году он стал уполномоченным по проведению обследования в сотнях Эссекса, Хартфордшира, Норфолка и Саффолка, а в 1276 году упоминается как юстициарий Честера.
17 июня 1276 года Эдуард I вновь назначил Уффорда юстициарием Ирландии вместо смещённого Жоффруа де Женевиля. Роберт оказался достаточно эффективным наместником английских владений. Все или почти все организованные им военные кампании оказались удачными. Вскоре после прибытия в Ирландию Роберт начал решать хронические проблемы, которые возникали в горах Уиклоу. Обеспечив оборону Южной границы Дублина и Уиклоу, он в 1277 году в сопровождении Томаса де Клера и ряда других магнатов выступил против Ирландцев в Гленмалере и добился успеха там, где были побеждены 2 предыдущие королевские армии. Последующие 2 года он много времени провёл в Коннахте, где потратил «бессчётную сумму» на строительство замка Роскоммон и укрепил существующие замки в Риндуне и Атлоне. В сентябре 1280 года Роберт заключил соглашение с королём Коннахта Каталом Руадом О’Конором об удержании двух с половиной кантредов в Роскоммоне и Слайго. В 1279, 1280 и 1281 годах Роберт провёл военные кампании против ирландцев Оффали и Лейкса; кроме того, в начале 1281 года он успешно воевал в Томонде.
Одновременно Роберт проводил достаточно агрессивную государственную политику в отношении свобод частично автономных владений, находящихся за пределами обычной юрисдикции центральной администрации в Дублине. В 1276 году он конфисковал владения Агнес де Вески в Килдэре за посягательство на юрисдикцию короны, что положило начало длительной борьбе за вольности Ленстера. В отправленном в 1277 году письме Эдуарду I Роберт жаловался на проблемы, которые создаёт существование этих не подчиняющихся королю юрисдикций. В 1278 году статус Килдэра был восстановлен после выплаты штрафа. Позже юстициарий попытался утвердить королевскую юрисдикцию над вольностью Трим, пригрозил конфисковать Уэксфорд  и в 1281 году лишил принадлежавшее роду Верденов владение Мит статуса вольности. 
В конце 1276 или 1277 году Роберт начал длительные переговоры, целью которых было распространение на коренных ирландцев, которые проживали в пределах английских владений в Ирландии, английского права. В письме он сообщил королю, что ирландцы предлагают 7 тысяч марок за получение ими английского права. В ответ Эдуард I, судя по всему, поручил ему добиться больших выплат. Переговоры так и завершились безрезультатно.
В этот же период Роберт возглавлял несколько успешных военных походов против коренных ирландцев: в 1277 году в горы Уиклоу, а в 1278 году в Оффали. В 1278 году юстициарий инициировал в ирландском парламенте принятие ряда статутов, касающихся английских владений в Ирландии. В конце 1280 или начале 1281 года в Ирландию прибыл Джон де Уффорд, который, вероятно, был братом Роберта. Благодаря влиянию юстициария, Джон был назначен архидиаконом Аннадауна. Позже Джон был выбран епископом Аннадауна, однако так и не был утверждён на этот престол.
21 ноября 1281 года на место Роберта был назначен Стефан де Фулберн, епископ Уотерфорда, поскольку бывший юстициарий «по причине своей немощи не мог выполнять свои обязанности».
Роберт умер в начале сентября 1298 года. Ему наследовал старший сын Роберт (II), который в 1309 году был вызван в английский парламент как барон Уффорд, а старший сын последнего, Роберт (III) в 1337 году получил титул графа Саффолка. Младший же сын Роберта (I), Томас, погиб в 1314 году в битве при Бэннокбёрне.

## Брак и дети
1-я жена: с 1272/1273 Мэри (умерла после 10 августа 1280), вдова Уильяма де Сэя. Дети:
- Роберт де Уффорд (11 июня 1279 — 9 сентября 1316), 1-й барон Уффорд с 1309 года[5][8].
- Маргарет де Уффорд; муж: с 1292 Эдмунд де Колвиль[5].

2-я жена: с 1286/1287 Джоан (умерла после 18 ноября 1307). Дети:
- Томас де Уффорд (убит 24 июня 1314)[5][8].

Возможно, что дочерью Роберта была Элис (Алиса) де Уффорд, жена Уильяма Говарда (до 1255 — 1308), родоначальника рода Говардов, который с 1297 года был судьёй суда общих тяжб: известно, что она была дочерью «Роберта де Уффорда».